# Salix eastwoodiae
Salix eastwoodiae là một loài thực vật có hoa trong họ Liễu. Loài này được Cockerell ex A. Heller miêu tả khoa học đầu tiên năm 1910.